# Lycaon
Lycaon és un gènere de mamífers carnívors de la família dels cànids. Conté una espècie vivent, el gos salvatge africà (L. pictus), i dues d'extintes. Tots els representants d'aquest grup són oriünds d'Àfrica i tenen una dieta carnívora i un estil de vida corredor. El nom genèric Lycaon es refereix a un dels dos personatges de la mitologia grega anomenats «Licàon», probablement el que era rei d'Arcàdia i fou convertit en llop per Zeus després de matar el seu propi fill i intentar servir-li al déu com a àpat.